# Kristin Størmer Steira
Kristin Størmer Steira (Mo i Rana, 30 aprile 1981) è un'ex fondista e mezzofondista norvegese.

## Biografia

### Carriera nello sci di fondo
Kristin Størmer Steira è un'atleta fisicamente minuta, ma proprio questa sua struttura le ha permesso di eccellere nelle salite; tuttavia le sue prestazioni in volata sono scarse, tanto da farle perdere molte gare e podi proprio nei metri finali. Questa sua lacuna nelle volate l'ha spinta a chiedere aiuto a uno sprinter suo connazionale, Tor-Arne Hetland, che le ha preparato un programma di allenamento apposito.
In Coppa del Mondo ha esordito il 13 marzo 2002 nella sprint a tecnica classica di Oslo (non classificata), ha ottenuto il primo podio il 19 gennaio 2003 nella staffetta di Nové Město na Moravě (2ª) e la prima vittoria il 23 novembre successivo nella staffetta di Beitostølen.
In carriera ha preso parte a tre edizioni dei Giochi olimpici invernali, Torino 2006 (4ª nella 10 km, 4ª nella 30 km, 4ª nell'inseguimento, 5ª nella staffetta), Vancouver 2010 (8ª nella 10 km, 8ª nella 30 km, 4ª nell'inseguimento, 1ª nella staffetta) e Soči 2014 (3ª nella 30 km, 21ª nello skiathlon), e a sei dei Campionati mondiali, vincendo otto medaglie.

### Carriera nell'atletica leggera
L'atleta norvegese eccelle anche nell'atletica, dove nel 2009 ai Campionati nazionali ha vinto i 5000 m in 16:01,76, un tempo di assoluto valore (sarebbe entrata nelle prime 15 alle Olimpiadi di Pechino).

## Palmarès

### Sci di fondo

#### Olimpiadi
- 2 medaglie:
  - 1 oro (staffetta a Vancouver 2010)
  - 1 bronzo (30 km a Soči 2014)

#### Mondiali
- 8 medaglie:
  - 3 ori (staffetta a Oberstdorf 2005; staffetta a Oslo 2011; staffetta a Val di Fiemme 2013)
  - 2 argenti (30 km a Sapporo 2007; inseguimento a Liberec 2009)
  - 3 bronzi (inseguimento a Oberstdorf 2005; inseguimento, staffetta a Sapporo 2007)

#### Coppa del Mondo
- Miglior piazzamento in classifica generale: 6ª nel 2010 e nel 2013
- 28 podi (10 individuali, 18 a squadre):
  - 15 vittorie (3 individuali, 12 a squadre)
  - 7 secondi posti (3 individuali, 4 a squadre)
  - 6 terzi posti (4 individuali, 2 a squadre)

##### Coppa del Mondo - vittorie
| Data             | Luogo       | Paese     | Disciplina                                                                  |
| ---------------- | ----------- | --------- | --------------------------------------------------------------------------- |
| 23 novembre 2003 | Beitostølen | Norvegia  | 4x5 km (con Vibeke Skofterud, Hilde Gjermundshaug Pedersen e Marit Bjørgen) |
| 11 gennaio 2004  | Otepää      | Estonia   | 4x5 km (con Vibeke Skofterud, Hilde Gjermundshaug Pedersen e Marit Bjørgen) |
| 22 febbraio 2004 | Umeå        | Svezia    | 4x5 km (con Vibeke Skofterud, Marit Bjørgen e Hilde Gjermundshaug Pedersen) |
| 22 gennaio 2005  | Pragelato   | Italia    | 15 km PU                                                                    |
| 19 novembre 2006 | Gällivare   | Norvegia  | 4x5 km (con Vibeke Skofterud, Hilde Gjermundshaug Pedersen e Marit Bjørgen) |
| 9 dicembre 2007  | Davos       | Svizzera  | 4x5 km (con Kristin Mürer Stemland, Vibeke Skofterud e Therese Johaug)      |
| 24 febbraio 2008 | Falun       | Svezia    | 4x5 km (con Ingri Aunet Tyldum, Astrid Uhrenholdt Jacobsen e Marit Bjørgen) |
| 23 novembre 2008 | Gällivare   | Svezia    | 4x5 km (con Marit Bjørgen, Therese Johaug e Marthe Kristoffersen)           |
| 6 dicembre 2008  | La Clusaz   | Francia   | 15 km TL                                                                    |
| 7 marzo 2010     | Lahti       | Finlandia | 4x5 km (con Marthe Kristoffersen, Therese Johaug e Marit Bjørgen)           |
| 21 novembre 2010 | Gällivare   | Svezia    | 4x5 km (con Vibeke Skofterud, Therese Johaug e Marit Bjørgen)               |
| 19 dicembre 2010 | La Clusaz   | Francia   | 4x5 km (con Vibeke Skofterud, Therese Johaug e Marit Bjørgen)               |
| 20 novembre 2011 | Sjusjøen    | Norvegia  | 4x5 km (con Vibeke Skofterud, Therese Johaug e Marit Bjørgen)               |
| 20 gennaio 2013  | La Clusaz   | Francia   | 4x5 km (con Heidi Weng, Therese Johaug e Marit Bjørgen)                     |
| 2 febbraio 2013  | Soči        | Russia    | 15 km ST                                                                    |
| 8 dicembre 2013  | Lillehammer | Norvegia  | 4x5 km (con Heidi Weng, Therese Johaug e Marit Bjørgen)                     |

Legenda:

PU = inseguimento

ST = skiathlon

TC = tecnica classica

TL = tecnica libera

##### Coppa del Mondo - competizioni intermedie
- 12 podi di tappa:
  - 3 vittorie
  - 8 secondi posti
  - 1 terzo posto

###### Coppa del Mondo - vittorie di tappa
| Data            | Località      | Nazione  | Competizione | Disciplina  |
| --------------- | ------------- | -------- | ------------ | ----------- |
| 2 gennaio 2007  | Oberstdorf    | Germania | Tour de Ski  | 10 km PU    |
| 22 marzo 2009   | Falun         | Svezia   | Finali       | 10 km TL HS |
| 10 gennaio 2010 | Val di Fiemme | Italia   | Tour de Ski  | 9 km TL PU  |

Legenda:

HS = partenza a handicap

PU =inseguimento

TC = tecnica classica

TL = tecnica libera

#### Campionati norvegesi
- 8 medaglie:
  - 2 ori (30 km TC nel 2010; inseguimento nel 2014)
  - 2 argenti (10 km TL nel 2005; inseguimento nel 2007)
  - 3 bronzi (inseguimento nel 2009; inseguimento nel 2012; 30 km TL nel 2014)

### Atletica leggera

#### Campionati norvegesi
- 2 medaglie:
  - 1 oro (5000 m a Lillehammer 2009)
  - 1 argento (corsa in montagna a Loen 2005)